# Tey (regina)
Tey (... – Tebe, dopo il 1319 a.C.) è stata una regina della XVIII dinastia egizia.
Tey fu la Grande Sposa Reale dell'anziano faraone Ay, penultimo sovrano della XVIII dinastia; inoltre fu la nutrice della regina Nefertiti. Per quanto riguarda Ay, egli ricoprì un ruolo sempre più importante sotto i faraoni Amenofi III, Akhenaton e Tutankhamon, al punto di ascendere il trono quando la linea maschile della famiglia reale si estinse con la morte del ventenne Tutankhamon. Si ritiene, difatti, che Ay fosse imparentato con la casa reale; forse era fratello della regina Tiy, consorte di Amenofi III. Sarebbe stato quindi zio di Akhenaton.

## Famiglia
Nelle iscrizioni del periodo amarniano, Tey è definita nutrice della Grande Sposa Reale. Da ciò si può intendere che, mentre Ay era il padre di Nefertiti, Tey non poteva esserne la madre: forse la madre morì prima che Ay sposasse la Tey. Si ritiene generalmente che la figlia di Ay e Tey chiamata Mutbenret altri non sia che la Grande Sposa Reale di Horemheb, Mutnodjemet, che successe ai genitori sul trono d'Egitto. Una teoria alternativa tende a separare Mutbenret e Mutnodjemet. In aggiunta, è possibile che Tey fosse la madre dell'erede designato di Ay, il generalissimo Nakhtmin (che però premorì al faraone).
Tey potrebbe aver avuto una sorella di nome Mutemnub. Un dignitario di nome Ay è chiamato Secondo sacerdote di Amon, Alto sacerdote di Amon e Attendente della regina Tiy su una statua conservata al Brooklyn Museum di New York; i nomi di questo dignitario, inscritti sulla statua, sono Mutemnub e Nakhtmin. Mutemnub è ivi designata come sorella della regina Tey.

## Amarna

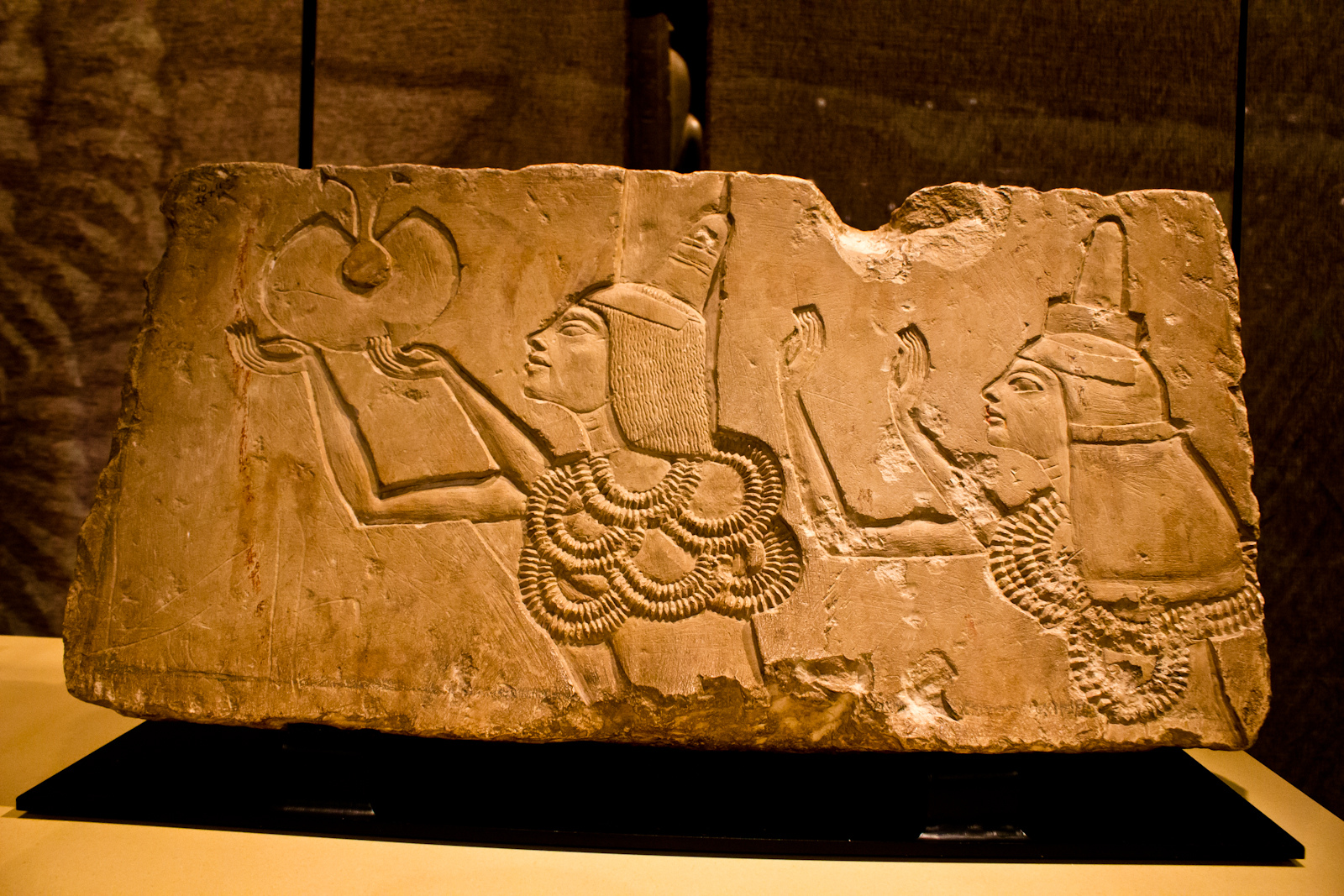
Ay e Tey ricevono onorificenze da Akhenaton. Amarna, tomba 25.

Tey è rappresentata nel sepolcro, mai utilizzato, che il marito si fece edificare ad Amarna (la tomba 25). La coppia vi figura mentre, in piedi davanti alla finestra delle apparizioni (una finestra o una loggia da cui Akhenaton e la sua famiglia si mostravano al popolo), riceve doni preziosi e onorificenze da Akhenaton, Nefertiti, Merytaton, Maketaton e Ankhesenamon. All'epoca, gli alti titoli di Ay erano: Portatore del flabello alla destra di Sua Maestà, Capo di tutti i cavalli del Re, Primo degli scribi di Sua Maestà, Padre del Dio.
Su una cassa di legno dell'epoca, dopo i titoli di Ay, compare una menzione di Tey, ivi denominata: Stimatissima, Unica di Ra, Apprezzata dalla Grande Sposa Reale, Signora della Casa, Tey.

## Regina d'Egitto
Quando Ay ascese al trono dopo la morte del giovane Tutankhamon (forse, come alcuni ipotizzano, sposandone la vedova, la ventenne Ankhesenamon), Tey divenne la Grande Sposa Reale, Regina d'Egitto. Ricevette inoltre gli onori di: Principessa ereditaria, Grande di lodi, Signora delle Due Terre, Amata del Re, Signora dell'Alto e Basso Egitto. Ay, e forse anche Tey, erano in età avanzata quando divennero re e regina, e il loro regno non durò più di 4 anni.
Tey compare nelle pitture parietali, molto danneggiate, della tomba di Ay (KV23) nella Valle dei Re. Compare alle spalle di Ay, mentre questi coglie un fiore di loto da una palude. Tey potrebbe essere stata inumata col sovrano suo marito: mentre non si hanno tracce dei resti di Ay, frammenti di ossa femminili sono state rinvenute nella tomba.
Tey è inoltre raffigurata nella cappella dedicata al dio della fertilità Min che Ay fece edificare ad Akhmin, sua città d'origine.